# سی. ال. آر. جیمز
سیریل لیونل رابرت جیمز (به انگلیسی: Cyril Lionel Robert James) (زاده ۴ ژانویه ۱۹۰۱ - درگذشته ۱۹ مه ۱۹۸۹)، نویسنده، نمایش‌نامه‌نویس، منتقد ادبی، رهبر جنبش‌های آفریقایی، تاریخ‌نویس ورزشی و نظریهپرداز سیاسی آفرو-کریبین (دورگهٔ آفریقایی و کارائیبی) بود.
او بر اهمیت کارگران غیر سفیدپوست برای جنبش‌های انقلابی تأکید داشت و دهه‌ها پیش از آغاز جنبش حقوق مدنی، این اهمیت را تشریح کرده‌است.

## زندگی
جیمز، که به «سی.ال.آر. جیمز» معروف است، در ۴ ژانویه ۱۹۰۱ در جزیرهٔ ترینیداد، که در آن زمان مستعمرهٔ بریتانیا بود، به دنیا آمد. پدرش معلم مدرسه بود و مادرش، زنی تحصیل‌کرده که بعدها او در موردش نوشت: «یکی از خستگی‌ناپذیرترین کتاب‌خوانانی که تابحال دیده‌ام.» خانهٔ آن‌ها دقیقاً کنار یک زمین کریکت محلی بود و از ایام کودکی، جیمز دو تا از لذت‌های مادام‌العمرش را با خود داشت: کریکت و مطالعه.
جیمز، در سن ۹ سالگی، برندهٔ بورس تحصیلی خارج از جزیره شد، اما ترجیح داد از این موقعیت چشم‌پوشی کند (به عقیدهٔ بسیاری، به خاطر کریکت).